# 巨田の大池
巨田の大池（こたのおおいけ）は、宮崎県宮崎市佐土原町巨田にあるため池である。2010年（平成22年）3月25日に農林水産省のため池百選に選定された。

## 概要
巨田神社正面にある巨田の池は、上池と下池の二つからなり、このうち下池が巨田の大池にあたる。巨田の大池は水田18haに農業用水を供給するため池で、梅雨にはハスの名所となり、また冬期には多数の鴨が越冬し、伝統的な鴨の猟場となっている。

## 鴨網猟
池とそれを囲む丘陵地は、1586年（天正14年）に上井覚兼の上井覚兼日記にも記されており、400年以前から島津家や佐土原藩の青年藩士が心身の鍛錬をかねたカモの猟場として許可されていた。
カモを捕える越網（こえあみ）は、約1.5mの柄に先端幅約2mのV字形の竹を組んで網を取り付けた形状で、夕暮れに餌場に低空で移動し、早朝に帰ってくるカモの習性を利用し、池を取り巻く丘陵の樹木を凹型に伐採して通り道を作り、飛行するカモに越網を投げて捕獲する狩猟である。このような古式狩猟が現在も組織的に行われているのは石川県の片野鴨池と巨田池のみであり、「巨田池の鴨網猟」として2006年（平成18年）3月23日に県の無形民俗文化財に指定された。現在は佐土原鴨越保存会が技の伝承に努めている。

## アクセス

### 道路
- 宮崎県道324号札の元佐土原線谷山

### 公共交通機関
- 日豊本線佐土原駅下車